# Eisen(III)-phosphat
Eisen(III)-phosphat ist eine chemische Verbindung aus der Gruppe der Phosphate, genauer der Eisenphosphate. Es kommt auch in mehreren hydratisierten Formen FePO4 · n H2O vor, wobei ab 140 °C das Kristallwasser abgegeben wird.

## Vorkommen
Eisen(III)-phosphat kommt in der Natur in Form der wasserfreien Minerale Heterosit und Rodolicoit (Fe3+(PO4)), den Dihydraten Phosphosiderit und Strengit (Fe3+(PO4)·2H2O) und dem Trihydrat Koninckit (Fe3+(PO4)·3H2O) vor.
Bei Einbringung von Phosphaten (aus Düngemitteln) in Wasser entsteht auch natürlich Eisen(III)-phosphat.

## Gewinnung und Darstellung
Eisen(III)-phosphat kann durch Reaktion von Eisenhydroxid und Phosphorsäure oder aus Eisen(III)-chlorid und Dinatriumhydrogenphosphat dargestellt werden
{\displaystyle \mathrm {FeCl_{3}+Na_{2}HPO_{4}\rightarrow FePO_{4}\downarrow +\ 2\ NaCl+HCl} }

## Eigenschaften
Eisen(III)-phosphat bildet gelbliche Kristalle, die sich in Säuren auflösen, jedoch in Wasser praktisch unlöslich sind.

## Verwendung
Eisen(III)-phosphat wird als Giftstoff in Pflanzenschutzmitteln (gegen Schnecken, also als Molluskizid), und in der Pharmazie, Nahrungsmittelindustrie und Keramik verwendet.
Die Giftigkeit gegen die Spanische Wegschnecke wird jedoch durch neue Studien infrage gestellt.
Werden Lithium-Eisenphosphat-Akkumulatoren vollständig geladen, so bestehen die Elektroden der Pluspolseite im Wesentlichen aus wasserfreiem Eisen(III)-phosphat FePO4. Dieses nimmt beim Entladen der Batterie Lithiumionen auf und wird dadurch in Lithiumeisenphosphat LiFePO4 umgewandelt:
{\displaystyle \mathrm {FePO_{4}+Li^{+}+e^{-}\longrightarrow LiFePO_{4}} +{\text{elektrische Energie}}}

## Zulassungsstatus
Der Wirkstoff Eisen(III)-phosphat ist zur Verwendung als Pflanzenschutzmittel in der Europäischen Union zugelassen. In Deutschland, Österreich sowie der Schweiz sind Präparate im Handel erhältlich, die Eisen(III)-phosphat enthalten.

## Phosphatfalle
Das Redox-Gleichgewicht zwischen Eisen II und Eisen III ist in der Hydrologie bei zum Eutrophieren neigenden Gewässern von Bedeutung. Der als schwerlösliches Eisen(III)-phosphat am Grund gebundene Phosphor, kann bei Sauerstoffmangel frei gesetzt werden. Durch Reduktion wird das Eisen in das leichter lösliche Eisen(II)-phosphat, umgewandelt und so kann frei werdender Phosphor die Eutrophierung steigern.